# Meridiano 177 E
O meridiano 177 E é um meridiano que, partindo do Polo Norte, atravessa o Oceano Ártico, Ásia, Oceano Pacífico, Nova Zelândia, Oceano Antártico, Antártida e chega ao Polo Sul. Forma um círculo máximo com o Meridiano 3 W.
Começando no Polo Norte, o meridiano 177º Este tem os seguintes cruzamentos:
| País, território ou mar | Notas |
| ----------------------- | --- |
| Oceano Ártico           | |
| Mar Siberiano Oriental  | |
| Rússia                  | Okrug Autónomo de Chukotka |
| Mar de Bering           | Passa a oeste da Ilha Kiska, Alasca, Estados Unidos |
| Oceano Pacífico         | Passa a leste do atol Arorae, Kiribati · Passa a oeste do Atol Nui, Tuvalu · Passa a oeste da ilha Rotuma, Fiji · Passa a leste da ilha Viwa, Fiji · Passa a oeste da ilha Waya, Fiji · Passa a oeste das Ilhas Mamanuca, Fiji · Passa a oeste das Whakaari/Ilha Branca, Nova Zelândia |
| Nova Zelândia           | Ilha Norte - passa em Whakatane |
| Oceano Pacífico         | Baía de Hawke |
| Nova Zelândia           | Ilha Norte |
| Oceano Pacífico         | |
| Oceano Antártico        | |
| Antártida               | Dependência de Ross, reclamada pela Nova Zelândia |